# Аптон (Вајоминг)
Аптон (енгл. Upton) град је у америчкој савезној држави Вајоминг.

## Демографија
По попису из 2010. године број становника је 1.100, што је 228 (26,1%) становника више него 2000. године.
| Група             | 2000.       | 2010.         |
| Белци             | 823 (94,4%) | 1.039 (94,5%) |
| Афроамериканци    | 0 (0,0%)    | 2 (0,2%)      |
| Азијати           | 3 (0,3%)    | 5 (0,5%)      |
| Хиспаноамериканци | 16 (1,8%)   | 25 (2,3%)     |
| Укупно            | 872         | 1.100         |